# Gregor Stam
Gregor Stam, né le 19 mai 1962 à Bunnik, est un triathlète néerlandais, premier champion d'Europe longue distance en 1985.

## Palmarès
Le tableau présente les résultats les plus significatifs (podium) obtenus sur le circuit national et international de triathlon  depuis 1981.
| Année | Compétition                              | Pays     | Position           | Temps            |
| ----- | ---------------------------------------- | -------- | ------------------ | ---------------- |
| 1988  | Championnat des Pays-Bas longue distance | Pays-Bas | Médaille de bronze | 9 h 8 min 56 s   |
| 1986  | Championnat d'Europe longue distance     | Suède    | Médaille d'argent  | 10 h 56 min 2 s  |
| 1986  | Championnat des Pays-Bas longue distance | Pays-Bas | Médaille d'argent  | 9 h 26 min 44 s  |
| 1985  | Championnat d'Europe longue distance     | Pays-Bas | Médaille d'or      | 8 h 56 min 55 s  |
| 1985  | Championnat des Pays-Bas longue distance | Pays-Bas | Médaille d'or      | 8 h 56 min 55 s  |
| 1985  | Triathlon international Almere           | Pays-Bas | Médaille d'or      | 8 h 56 min 55 s  |
| 1984  | Championnat des Pays-Bas longue distance | Pays-Bas | Médaille d'argent  | 9 h 29 min 53 s  |
| 1983  | Championnat des Pays-Bas longue distance | Pays-Bas | Médaille d'argent  | 10 h 12 min 39 s |
| 1982  | Championnat des Pays-Bas longue distance | Pays-Bas | Médaille d'or      | 10 h 25 min 40 s |
| 1981  | Championnat des Pays-Bas longue distance | Pays-Bas | Médaille d'or      | 11 h 11 min 0 s  |